# 団体交渉拒否
団体交渉拒否（だんたいこうしょうきょひ）は、労働組合による団体交渉の申し入れに対し、使用者が団体交渉を拒否すること。団交拒否（だんこうきょひ）とも呼ばれる。

## 労働組合法の規定
労働組合法第7条2号では、「使用者が雇用する労働者の代表者と団体交渉をすることを正当な理由がなくて拒むこと」を不当労働行為としている。不利益取扱、支配介入と並ぶ不当労働行為の一類型とされる。ここでいう「雇用する労働者の代表者」とは、同法上の労働組合のみを指し、同法第2条の要件を満たさない団体（単なる従業員会や親睦会など)は同法上の団体交渉の主体とはなりえない。

## 団交拒否の内容
次のような使用者の態度は団交拒否と看做される。

### 窓口拒否
労働者の団体交渉申し入れに対し、正当な理由なくただ単純に拒否することは、不当労働行為となる。労働組合法第7条2号の文言から当然に導かれる。

### 不誠実な交渉態度
使用者は、単に団体交渉に応じるのみならず、誠実に交渉をなす義務を負うとされ、これに反した場合は不当労働行為となる。具体的には組合の要求・主張に対し回答や反論をなし、これによって組合との合意達成の可能性を模索することである。また、必要な資料の提示を求められた場合は、合理的理由がない限りこれを提示しなければならない。使用者が誠実に団体交渉に応ずべき義務に違反する不当労働行為をした場合には、当該団体交渉に係る事項に関して合意の成立する見込みがないときであっても、労働委員会は、使用者に対して誠実に団体交渉に応ずべき旨を命ずることを内容とする救済命令を発することができる（最判令和4年3月18日）。
カール・ツアイス事件（東京地判平成元年9月22日）では、「使用者には、誠実に団体交渉にあたる義務があり、……自己の主張を相手方が理解し、納得することを目指して、誠意を持って団体交渉に当たらなければなら」ないと示されている。
もっとも、使用者は団体交渉において組合に対し譲歩や合意をなす義務までは求められていない。譲歩しなければ、労使双方は労働争議（ストライキやロックアウト）で譲歩を迫ればよいというのが労働組合法の考えである。
不当労働行為とされる具体例
- 団体交渉の任に当る者が自己の雇用する労働者の代表者であることが明らかである場合に、当該労働組合の組合員中の自己の雇用する者の氏名を知悉していないことのみを理由としてこれを拒否すること。もっとも、例えば、ユニオン・ショップ協定の締結に関する団体交渉において、当該労働組合が工場事業場の労働者の過半数を代表しているか否かについてにわかに認定できない場合に、過半数を代表していることの立証（組合員名簿の提出等）を求め、その立証がなされるまでは当該団体交渉に応じないこととしても、団体交渉拒否の正当な理由があるものと解せられる（昭和36年5月15日山形県商工労働部長あて労働省労政局労働法規課長通知）。
- 賃上げ及び一時金についての団体交渉に代表取締役自らはほとんど出席せず、その対応を専務取締役に任せきりにし、かつ具体的事由・資料を示さずにゼロ回答に終始すること（大阪地判昭和55年12月24日）。
- 団体交渉の時間を2時間以内、組合側交渉人員を5名以内等と定める交渉ルールを設定したあとでなければ交渉には応じられないとして団体交渉を拒否すること（東京地判昭和51年3月26日）。
- 特段の事情がないにもかかわらず使用者が組合からの交渉の申し入れに対して書面での交換による交渉に固執し、直接話し合うことを拒否すること（東京地判平成2年4月11日）。

### 複数組合の取扱差別
企業内に複数組合がある場合、そのいずれとも十分な団体交渉を行う義務がある。一方の組合だけに団交を応諾したり、それぞれの組合の団交に応じたとしても同じ要求に対し合理的な理由なく回答が異なる場合は、不当労働行為となる。特にユニオン・ショップ協定下においては、その労働組合と「唯一交渉団体条項」（当該組合を会社従業員の唯一の交渉代表として承認する）を締結することが多いが、この条項には法的効力はなく、別組合ができたときの団交拒否の正当な理由とならない。
実際にも、複数組合に対し、使用者は同一の提案・回答をすることが交渉の正道である。同一回答をする限り、それを呑む呑まないは各組合の任意であり、それによって一方の組合の組合員のみが不利益を受けたとしても、それはその組合の自主的選択の結果であり、使用者が非難さるべきではない。使用者が多数組合との間で合意に達した労働条件で少数組合とも妥結しようとするのは自然の動きというべきであって、少数組合に対してこの条件を受諾するよう求め、これをもって譲歩の限度とする強い態度を示したとしても、そのことだけで使用者の交渉態度に非難すべきものがあるとすることはできない（最判平成7年4月14日）。もっとも同一回答であっても、使用者が特定組合の弱体化を企図して団体交渉を操作したと認められる場合は不当労働行為となる。

### 団交の一方的打ち切り
使用者が労働者との合意を見出す努力をしないまま一方的に団交を打ち切ることは、不当労働行為となる。
しかし、2ヶ月間に5回の団交を行ったが労使双方の主張が平行線をたどり、交渉進展の見込みがない場合は団体交渉拒否に理由があるとされる（池田電器事件、最判平成4年2月14日）。また、団交における労働者側の暴力行為の存在を理由に団交を打ち切った場合は、打ち切りに合理性があるとされる（寿建築研究所事件、最判昭和53年11月24日）。

### 合意の協約化拒否
労使間の合意が、誠実な団体交渉の結果得られたものである場合、使用者が相当な理由なくこの合意を無視して労働協約の書面作成を拒否することは、不当労働行為として許されない（東京地判平成5年1月21日。もっとも本件では「相互に議論を尽くしたものとはいえない」として使用者の協約書の作成拒否を認めた）。団交の結果を尊重しないということになるからである。ただし、ここにおいて合意とは、特段の事情のない限り、交渉事項の全部について合意があったことが必要である（文祥堂事件、最判平成7年1月24日）。

### 団交を経ない労働条件の変更
就業規則の一方的変更を団体交渉を経ずに行なうことは、団交拒否の不当労働行為となる可能性がある。もっとも労働基準法第90条では、就業規則の作成・変更について、当該事業場の労働者の過半数で組織する労働組合があればその労働組合の意見を聴かなければならないとするのみで、団体交渉そのものを義務付けたものではない。

## 団交拒否の救済

### 労働委員会による救済
労働者は不当労働行為が行なわれたと考えた場合、労働委員会に救済命令を申し立てることができる。労働委員会は、不当労働行為に当たると認められる場合、「団体交渉に応ぜよ」などの救済命令（団交応諾命令）を発する。窓口拒否の場合は簡単な内容になるが、複雑な事案の場合はケースによって文言が変わる。
申立ての間に使用者側が態度を改めて団交に応じた場合などは、その時点で申立てに対する救済利益はなくなる。この場合、過去の団交拒否に対してポスト・ノーティスを命じるなどの救済をすべきか否かの問題のみが残る。
また、団交拒否に対して、労働委員会にあっせんを求めることもできる。

### 司法による救済
裁判所に対して救済を求めることができる。かつては団交応諾の仮処分を認める判例が多かったが、学説の変化（団交請求権の否定）に伴い、団体交渉権は具体的権利を要求したものではないとする判例（新聞之新聞社事件、東京高決昭和50年9月25日）が出てから団交応諾仮処分を出す例は稀となった。
学説は、団交請求権を否定しつつも団体交渉を求める地位にあることの確認請求については肯定するようになっている。現在の裁判例ではこのような仮処分の申立て（国鉄事件、東京高判昭和62年1月27日で確認請求を認容）、団交拒否への損害賠償請求が主流となっている。
損害賠償の場合は、民法上の不法行為に基づく請求となるが、相手方に団交拒否についての故意又は過失があったかが問題となる。また、これが今後の円滑な団体交渉の保障につながるとは限らず、あくまで過去の違法行為の確認にとどまることとなる。